# Réserve écologique de Fortune Head
La réserve écologique de Fortune Head (anglais : Fortune Head Ecological Reserve) est une réserve naturelle de Terre-Neuve-et-Labrador située sur la péninsule de Burin près de Fortune. Cette réserve a pour mission de protéger le point stratotypique mondial séparant le l'Édiacarien du Cambrien.

## Géographie
La réserve de Fortune Head est située à 1,6 km à l'ouest de Fortune. La réserve de 2,21 km2 est entièrement située dans le territoire de la municipalité de Fortune.